# Sven Andersson (ingenjör)

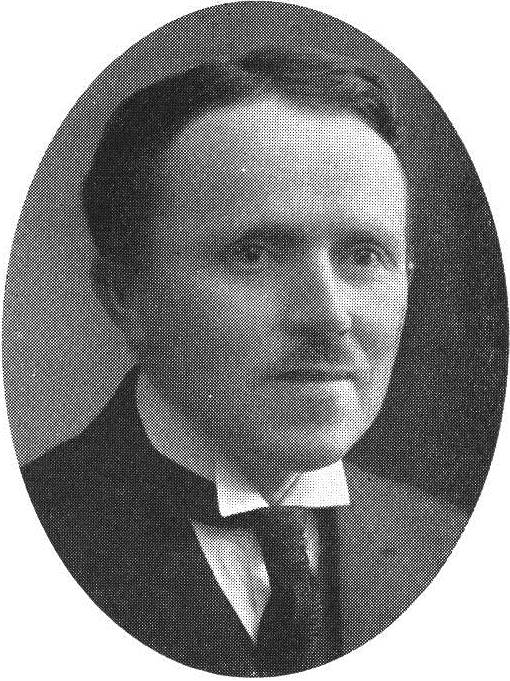
Sven Andersson

Sven Arvid Andersson, född 25 mars 1889 i Upphärads församling, Älvsborgs län, död 7 mars 1970 i Borås Gustav Adolfs församling i dåvarande Älvsborgs län, var en svensk elektroingenjör.
Efter avgångsexamen från Chalmers tekniska läroanstalts högre avdelning 1911 var Andersson biträdande ingenjör vid Fredrik Lamms eltekniska konsulteringsbyrå i Göteborg 1911–1913, ingenjör vid Norrköpings elverk och spårvägar 1913–1921, förste ingenjör vid Norrköpings kommunala affärsverk 1922–1926, verkställande direktör där och vid AB Knutsbro Kraftstation från 1926. 
Andersson var ordförande i Norrköpings stads tjänstemannasällskap 1928–1929, styrelseledamot i Svenska elverksföreningen 1931–1934, Svenska gasverksföreningen 1933–1936, fullmäktig för Föreningen för elektricitetens rationella användning (FERA) och ledamot av Norrköpings stads löne- och pensionsnämnd. Han författade Norrköpings kommunala affärsverk (1934) och Norrköpings elektricitetsverk (1941).